# Ведар
Ведар (узб. Ведар) — исчезнувший город, находившийся на территории современного Булунгурского тумана Самаркандской области Узбекистана.

## История
Городок Ведар был основан в раннем средневековье.
В Самаркандской области Ведар особенно славился своими тканями. Он находился к северо-западу от Самарканда, в двух — четырёх фарсахах к востоку от него, где преимущественно жили арабы. Город Ведар, был средоточием арабского населения области; эти арабы принадлежали к племени Бекр б. Вайль, но называли себя субаийцами, очевидно, по имени Абу Музахима Суба б. ан-Надра ас-Суккари, строителя местной соборной мечети, умершего в 882 году.
В Ведаре выделывались хлопчатобумажные ткани, пользовавшиеся большой известностью, о них с большой похвалой говорит Ибн Хаукаль. Ведар находился в волости Марзбан, которая получила свое название от Марзбана б. Тюргеша, владетеля этой волости.
В городе, по словам Ибн Хаукаля, «не было в Хорасане ни эмира, ни везира, ни казия, ни богача, ни простолюдина, ни воина, который не надевал бы ведарийских тканей поверх того, что надевали зимой; у них это считалось признаком изящества и нарядности, цвет тканей склонялся к жёлтому; эти ткани были густые и нежные; цена куска ткани доходила от двух динаров до двадцати. За ними присылали из Ирака (Вавилонии), вывозили туда и гордились ношением их».
Видимо, город погиб в результате монгольского нашествия.